# باران رؤیاها را نمی‌شوید
باران رؤیاها را نمی‌شوید فیلمی به کارگردانی و نویسندگی اصغر یوسفی‌نژاد محصول سال ۱۳۸۲ است.

## بازیگران
- یکتا ناصر
- محمد ناجی
- حامد منافی
- آناهیتا اشکان
- محمد مناجاتی
- امیر حجازی
- ابوالفضل جدیری
- ژیلا آل رشاد
- مظفر خانلو
- محمدرضا نوروزبخت
- وحید منافی
- زکیه کریمی
- بهناز رحیمی
- علی فاضلی
- فرناز قالی باف
- المیرا مرادی
- نازیلا پورعلی
- احمد پاسبانطوس
- علی ارشادی
- آرزو اسدیان
- نسرین برهان رازی
- لیلا نیساری
- خسرو شیخ الاسلامی
- اعظم راعد
- شبنم جمالی
- حامد هادی
- علی نصیری
- رسول گل پرست
- شهرام بشکوهیده
- نظام حسین‌زاده
- جواد حیدری
- مجید بخشنده
- محمد ریاضی